# Port lotniczy Malta
Międzynarodowy Port Lotniczy Malta (malt. Ajruport Internazzjonali ta' Malta, ang. Malta International Airport, IATA: MLA, ICAO: LMML) (nieoficjalnie: Luqa Airport i Valletta Airport) – międzynarodowy port lotniczy położony na Malcie w local council Luqa, 5,6 km na południowy wschód od Valletty. Jest jedynym międzynarodowym portem lotniczym w Republice Malty (oprócz Heliport Xewkija). Został uruchomiony 7 lutego 1992. Lotnisko jest członkiem ACI-EUROPE.

## Położenie i transport
Lotnisko leży na terenie maltańskiej local council Luqa 5,6 km od centralnej części Valletty. Graniczy z local council: Gudja, Għaxaq, Żurrieq, Safi, Kirkop, Mqabba, Siġġiewi.
Od północy i wschodu port graniczy z drogą Route 1, która na odcinku przed terminalami nosi nazwę Vjal l-Avjazzjoni (Aviation Avenue), zaś wzdłuż pasa startowego Triq Ħal Far (Ħal Far Road).
Bezpośrednio przy terminalu znajdują się pętle autobusowe linii Malta Public Transport: X1, X1B (obie linie przyspieszone do przystani Ċirkewwa w Mellieħa), X2 (przyspieszona do St. Julian’s), X3 (przyspieszona do Saint Paul’s Bay), 119 (do Marsaskala), 201 (do Rabat) i TD2 (do Sliema) oraz przystanki przelotowe linii X4 (linia przyśpieszona relacji Birżebbuġa - Valletta), 117 (relacji Mater Dei - Mqabba) oraz 135 (relacji Mater Dei - Marsaskala).
.

## Historia
W latach 20. XX wieku, niespełna dwadzieścia lat po pierwszym udanym locie, lotnictwo cywilne dotarło już na Maltę, która wówczas była jeszcze brytyjską kolonią.

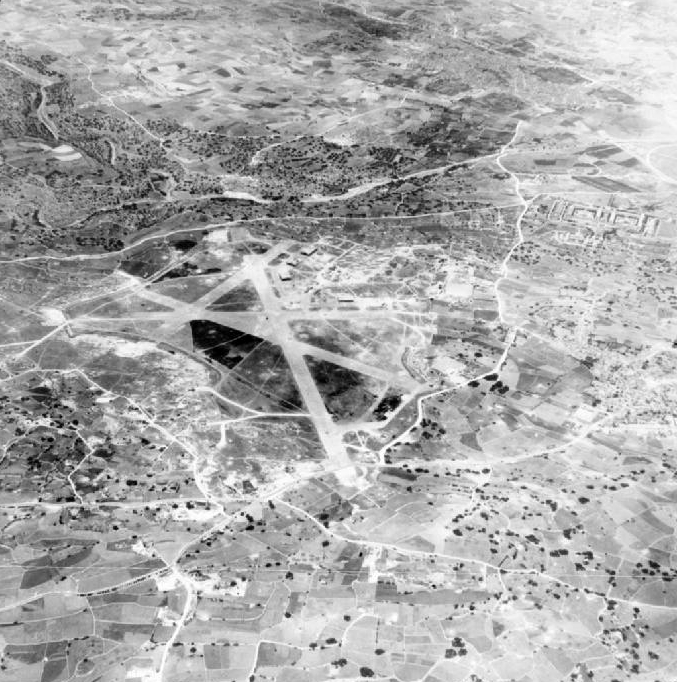
Lotnisko Luqa w 1941 roku

Pierwsze lotnisko cywilne na wyspie zostało zbudowane w Ta 'Qali. Inne, w tym jedno na Faral Far, powstało niedługo później. Większość lotnisk podczas II wojny światowej stała się bazami RAF - lotnisko w Luqa stało się bazą RAF Luqa. Lotniska uległy znacznym uszkodzeniom podczas II wojny światowej. Jednak obecność brytyjskich sił zbrojnych na wyspie uchroniła Maltę przed zajęciem przez oddziały faszystowskich Włoch. Po zakończeniu wojny samoloty cywilne korzystały tylko z lotniska Luqa.
Wzrost liczby pasażerów i operacji powietrznych wymagał budowy nowego terminalu lotniczego. Rozpoczęła się ona w 1956, a została sfinansowana kwotą 300 000 Lm przez rząd brytyjski. Nowy terminal pasażerski lotniska Luqa został otwarty 31 marca 1958 przez Sir Roberta Laycocka, ówczesnego gubernatora Malty. Terminal składał się z dwóch pięter, na których znajdowały się: restauracja, poczta, telefony oraz taras widokowy.
Ruch na Malcie stale wzrastał, operacje na Malcie rozpoczęły także nowe linie lotnicze z większymi samolotami. W październiku 1977 na lotnisku otwarto nowy i dłuższy pas startowy. Powiększono i odnowiono - dodano salony dla podróżnych oraz VIP - terminal lotniczy, który stał się główną halą przylotów. W dalszym ciągu na lotnisku brakowało pewnych podstawowych udogodnień. W 1987 nowa administracja rządowa zdecydowała, że stary terminal nie nadaje się już do użytku i rozpoczęto budowę nowego terminalu lotniczego wzdłuż Parku 9. W międzyczasie rząd rozpoczął także modernizację starego terminalu lotniczego. Zainstalowano klimatyzację, nowoczesne linie bagażowe, monitory informacyjne, skomputeryzowane punkty odpraw; powstały nowe powierzchnie użytkowe i dodatkowe punkty sprzedaży detalicznej - zwłaszcza większy obszar bezcłowy.

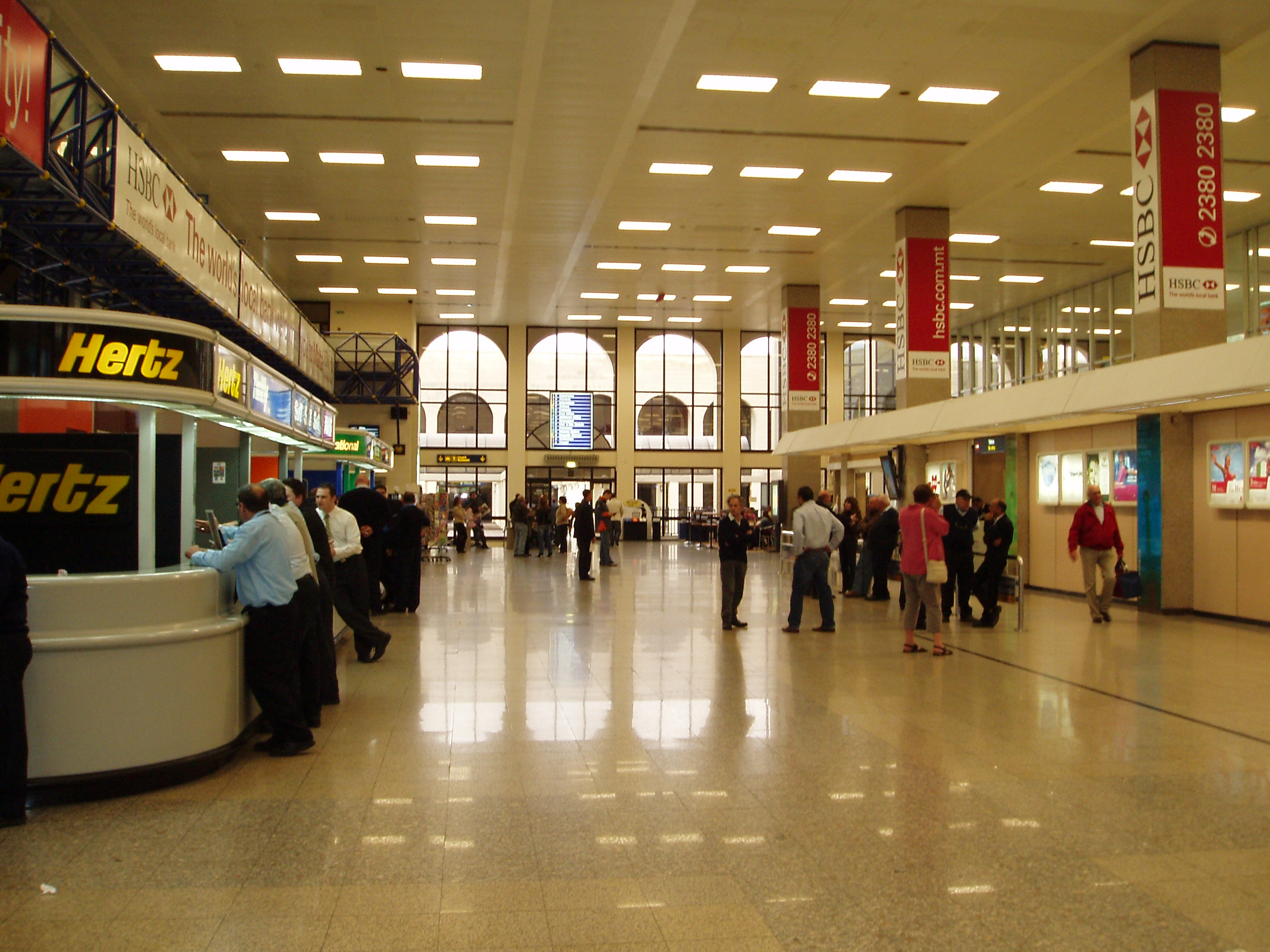
Hala przylotów

 Obecny terminal lotniczy został otwarty w 1992, po 29 miesiącach budowy, rozpoczętej we wrześniu 1989. Całkowite uruchomienie Międzynarodowego Portu Lotniczego Malta został w pełni uruchomiony 25 marca 1992. W tym samym momencie stary terminal lotniska Luqa, po 35 latach użytkowania, został całkowicie zamknięty.
W lipcu 2002 rząd Malty sprzedał 40% akcji właścicielskich Międzynarodowego Portu Lotniczego Malta konsorcjum Malta Mediterranean Link Consortium Ltd, w listopadzie 2002 i listopadzie 2005 w drodze oferty publicznej kolejne łącznie 40% mieszkańcom Malty. Przejście do pełnej prywatyzacji oznaczało początek nowego rozdziału MPL Malta. Główny port komunikacyjny Malty jest nadal modernizowany, zgodnie z nowymi technologiami.
W maju 2010 lotnisko stało się bazą dla jednego z samolotów Ryanair. Do 2017 liczba samolotów wzrosła do czterech. Największym samolotem regularnie lądującym na lotnisku jest Boeing 777-300 należący do linii Emirates. Lotnisko dysponuje pasem wystarczająco długim do przyjmowania Airbusa A380, ale nie dzieje się to często. Jedno z takich lądowań miało miejsce w 2011, gdy na lotnisku lądował A380 należący do Lufthansy.

## Drogi startowe i operacje lotnicze
Operacje lotnicze wykonywane są z dwóch asfaltobetonowych dróg startowych:
- RWY 13/31, 3544 × 60 m;
- RWY 05/23, 2377 × 45 m

ustawionych niemal pod kątem prostym względem siebie.
Pas 13/31 uzupełniony jest systemem dróg kołowania, umożliwiającym pełny obrót samolotu na obu końcach pasa oraz daje dostęp do stanowiska postojowego 9.
Pas 05/23 dysponuje równoległą drogą kołowania o szerokości 18 m oraz drogami kołowania do stanowisk postojowych 3, 4, 5, 6 i 8 oraz do pasa startowego 13/31.

### Systemy lotniskowe
Radar podejścia, wraz z MSSR (wtórny radar dozorowania) daje możliwość wykonywania wszystkich operacji na obu pasach startowych. Lotnisko obsługuje również biuro meteorologiczne wraz z zautomatyzowanym systemem pogodowym (w tym VOLMET i ATIS), a także meteorologicznym radarem dopplerowskim. Lotniskowa straż pożarna i służby ratunkowe znajdują się w budynku zlokalizowanym na północ od głównego pasa startowego. Z tego miejsca pojazdy strażackie mogą spełniać kryteria czasu reakcji określone w normach Organizacji Międzynarodowego Lotnictwa Cywilnego (ICAO).

## Linie lotnicze i połączenia
| Linia lotnicza                | Kierunek |
| ----------------------------- | --- |
| Aegean Airlines               | 1. Ateny |
| Air France                    | Sezonowo: 1. Paryż-Charles de Gaulle |
| Air Serbia                    | 1. Belgrad |
| Air Baltic                    | Sezonowo: 1. Ryga 2. Tallinn |
| British Airways               | 1. Londyn-Gatwick |
| easyJet                       | 1. Londyn-Gatwick 2. Manchester Sezonowo: 1. Mediolan-Malpensa 2. Neapol |
| Emirates                      | 1. Dubaj 2. Larnaka |
| Eurowings                     | Sezonowo: 1. Düsseldorf 2. Hamburg |
| ITA Airways                   | Sezonowo: 1. Mediolan-Linate 2. Rzym-Fiumicino |
| Jet2.com                      | 1. Manchester Sezonowo: 1. Belfast-International 2. Birmingham 3. Bristol 4. East Midlands 5. Edynburg 6. Glasgow 7. Leeds/Bradford 8. Liverpool (od 1 maja 2025) 9. Londyn-Stansted 10. Newcastle |
| KM Malta Airlines             | 1. Amsterdam 2. Berlin-Brandenburg 3. Bruksela 4. Katania 5. Düsseldorf 6. Londyn-Gatwick 7. Londyn-Heathrow 8. Lyon 9. Madryt 10. Mediolan-Linate 11. Monachium 12. Paryż-Charles de Gaulle 13. Paryż-Orly 14. Rzym-Fiumicino 15. Wiedeń 16. Zurych |
| LOT                           | 1. Warszawa-Chopin |
| Lufthansa                     | 1. Frankfurt 2. Monachium |
| Luxair                        | 1. Luksemburg |
| Norwegian Air Shuttle         | Sezonowo: 1. Kopenhaga 2. Oslo-Gardermoen |
| Ryanair                       | 1. Ateny 2. Barcelona 3. Bari 4. Mediolan-Bergamo 5. Birmingham 6. Bolonia 7. Bordeaux 8. Bournemouth 9. Bratysława 10. Bukareszt 11. Budapeszt 12. Cagliari 13. Katania 14. Bruksela-Charleroi 15. Kolonia/Bonn 16. Dublin 17. Edynburg 18. Gdańsk 19. Kraków 20. Lizbona 21. Liverpool 22. Londyn-Luton 23. Londyn-Stansted 24. Lourdes 25. Madryt 26. Manchester 27. Marsylia 28. Memmingen 29. Mediolan-Malpensa 30. Nantes 31. Neapol 32. Nisz 33. Piza 34. Porto 35. Poznań 36. Ryga 37. Rzym-Ciampino 38. Sofia 39. Sztokholm-Arlanda 40. Tel Awiw 41. Saloniki 42. Tuluza 43. Trapani 44. Treviso 45. Triest 46. Turyn 47. Wiedeń 48. Wilno 49. Warszawa-Modlin 50. Wrocław 51. Zagrzeb Sezonowo: 1. Paryż-Beauvais 2. Chania 3. East Midlands 4. Eindhoven 5. Karlsruhe/Baden-Baden 6. Lamezia Terme 7. Luksemburg 8. Pafos 9. Parma 10. Perugia 11. Pescara 12. Sewilla 13. Shannon 14. Walencja |
| SAS                           | Sezonowo: 1. Kopenhaga |
| Swiss International Air Lines | Sezonowo: 1. Zurych |
| Transavia                     | Sezonowo: 1. Nantes 2. Paryż-Orly |
| Tunisair Express              | 1. Tunis |
| Turkish Airlines              | 1. Stambuł |
| Vueling Airlines              | 1. Barcelona 2. Paryż-Orly Sezonowo: 1. Bilbao |
| Wizz Air                      | 1. Belgrad 2. Bukareszt 3. Budapeszt 4. Kluż-Napoka 5. Katowice 6. Skopje 7. Warszawa-Chopin Sezonowo: 1. Katania |

## Statystyki obsługi pasażerskiej

### Roczne
W 2017 obsłużył ponad 6 milionów pasażerów, w 2016 – ponad 5 mln, w 2015 – ponad 4,6 mln, w 2014 – 4,3 mln. Wzrost liczby pasażerów w 2014 w porównaniu z 2010 wynosił milion pasażerów, co stanowiło wzrost o 23,2%. Najwięcej pasażerów podróżowało z Wielkiej Brytanii – 1 227 534 osób, z Włoch – 818 099 osób, z Niemiec – 598 695 osób, z pozostałych państw Unii Europejskiej – 1 184 326 osób, z krajów europejskich spoza Unii Europejskiej – 246 989.

### Miesięczne
| Rok  | Sty     | Lut     | Mar     | Kwi     | Maj     | Cze     | Lip     | Sie     | Wrz     | Paź     | Lis     | Gru     | Razem     |
| ---- | ------- | ------- | ------- | ------- | ------- | ------- | ------- | ------- | ------- | ------- | ------- | ------- | --------- |
| 2014 | 206.020 | 199.365 | 270.737 | 383.697 | 410.390 | 431.367 | 515.457 | 554.415 | 466.728 | 426.139 | 258.814 | 229.110 | 4.352.239 |
| 2015 | 208.876 | 208.896 | 275.334 | 393.192 | 441.919 | 459.298 | 548.107 | 585.218 | 502.896 | 464.557 | 283.498 | 246.851 | 4.618.642 |
| 2016 | 237.921 | 238.640 | 332.736 | 421.056 | 482.424 | 494.587 | 587.016 | 606.094 | 539.054 | 519.348 | 352.304 | 332.396 | 5.080.071 |

## Zdarzenia lotnicze
- 18 lutego 1956 - samolot pasażerski Avro 685 York C.1 G-ANSY należący do Scottish Airlines po starcie z lotniska Luqa w kierunku lotniska docelowego Londyn-Stansted rozbił się w pobliżu Żurrieq. Krótko po starcie doszło do awarii silnika nr 1, w wyniku której doszło do pożaru silnika. Silnik zatrzymał się prawdopodobnie 30 sekund po rozpoczęciu pracy. W wypadku zginęło 50 osób - wszyscy, którzy byli na pokładzie[29].
- 5 stycznia 1960 - samolot pasażerki Vickers 701 Viscount G-AMNY należący do BEA po lądowaniu na lotnisku Luqa po locie z Londynu utracił ciśnienie w układzie hydraulicznym. Samolot zjechał z pasa startowego, tocząc się po zboczu. Samolot uderzył w wieżę kontrolną. W samolocie znajdowało się 51 osób - nikt nie zginął[30].
- 25 listopada 1973 - samolot pasażerki Boeing 747-200B PH-BUA należący do KLM wykonywał regularny lot z Amsterdam-Schiphol do Tokio z planowanymi międzylądowaniami w Atenach, Bejrucie i Delhi, będąc nad Irakiem został porwany przez trzech pasażerów podających się za członków Arabskiej Organizacji Młodzieży na rzecz Wyzwolenia Palestyny. W trakcie negocjacji z porywaczami samolot lądował w Damaszku, Nikozji, Trypolisie (mimo zablokowania lotniska). Z Trypolisu samolot przeleciał na lotnisko Luqa. Będąc na Malcie, porywacze domagali się zgody na lot do Bagdadu. Irak (podobnie jak Kuwejt i Katar) odmówił przyjęcia samolotu, więc ostatecznie samolot wylądował w Dubaju, gdzie porywacze poddali się. Nikt z 264 osób na pokładzie nie ucierpiał[31].
- 23 listopada 1985 - samolot pasażerki Boeing 737-266 SU-AYH, należący do EgyptAir, lecący z Aten do Kairu, został porwany przez trzech mężczyzn. Jeden z porywaczy został zabity w początkowej fazie porwania przez egipskiego ochroniarza. Porywacze domagali się lądowania w Tunezji lub Libii, jednak ostatecznie zgodzili się na lądowanie na Malcie, by uzupełnić rzekome braki paliwa. Na lotnisku wypuszczono rannych pasażerów oraz 11 kobiet. Maltański rząd odmówił współpracy z porywaczami, zanim wszyscy zakładnicy zostaną wypuszczeni; wówczas porywacze zagrozili zabijaniem pasażerów. Po 22 godzinach negocjacji nastąpił szturm przeprowadzony przez egipskie siły specjalne. W wyniku walki, w której użyto m.in. granatów ręcznych, na pokładzie wybuchł pożar. W całym zdarzeniu śmierć poniosło 60 osób spośród 98 będących na pokładzie[32].
- 21 grudnia 1988 - na lotnisku Luqa nadano walizkę, która zawierała w sobie radiomagnetofon Toshiba RT-SF16, w którym Abdel Basset Ali Mohamed al-Megrahi i Al Amina Khalif Fhimah zamontowali bombę. Bagaż poleciał lotem KM 180 do Frankfurtu, potem lotem PA103A do Londynu, gdzie załadowano go do Boeinga 747, który z Heathrow miał dolecieć do Nowego Jorku. Bomba ukryta w bagażu eksplodowała o 18.02 czasu lokalnego, nad brytyjskim miasteczkiem Lockerbie. W wyniku zamachu zginęło 259 osób na pokładzie i dalszych 11 na ziemi[33].
- 9 czerwca 1997 - samolot pasażerski Boeing 737-2Y5 9H-ABF należący do Air Malta po starcie z lotniska Luqa w kierunku Stambułu został porwany przez dwóch mężczyzn. Jeden z nich zastraszył pilota imitacją laski dynamitu i kazał lecieć do Kolonii. Zażądano także uwolnienia Mehmeta Ali Ağcy, który znajdował się we włoskim więzieniu po zamachu na Jana Pawła II. Po negocjacjach porywacze poddali się. Śladów materiałów wybuchowych nie znaleziono. Nikomu z 80 osób na pokładzie nic się nie stało[34].
- 21 lutego 2011 - dwóch libijskich pilotów, podających się za pułkowników, zdezerterowało i wylądowało swoimi myśliwcami Dassault Mirage F1 na MIA po odmowie wykonania rozkazu strzelania do cywilów podczas rewolucji libijskiej w Trypolisie. Tego samego dnia dwa śmigłowce Eurocopter Super Puma zarejestrowane we Francji lądowały na Malcie, uniemożliwiając dotarcie do Libii siedmiu obywatelom Francji[35][36].
- 24 października 2016 - samolot pasażerski Fairchild SA227-AT Merlin IVC N577MX należący do luksemburskiego CAE Aviation parę chwil po starcie z lotniska MIA rozbił się. Zginęło pięć osób, wszystkie które były na pokładzie[37].
- 23 grudnia 2016 - samolot pasażerski Airbus A320-214 5A-ONB należący do Afriqiyah Airways po wystartowaniu z Sabha w Libii został porwany. Dwóch porywaczy zagroziło pilotom granatem ręcznym i zażądało lądowania na Malcie. Żądanie spełniono. Po lądowaniu porywacze zaczęli wypuszczać zakładników i po kilku godzinach poddali się[38].
- 27 grudnia 2017 - samolot pasażerski Dassault Falcon 7X VP-BZE, należący do Michaela Ashcrofta, zsunął się z pola postojowego MIA, uderzając następnie w płot lotniska, przecinając drogę przy lotnisku i ostatecznie uderzył w przylotniskowy budynek. Prawdopodobną przyczyną zdarzenia było przesunięcie klinów pod kołami samolotu. W zdarzeniu nikt nie ucierpiał, samolot został uszkodzony w dużym stopniu[39].